# Max Hardcore

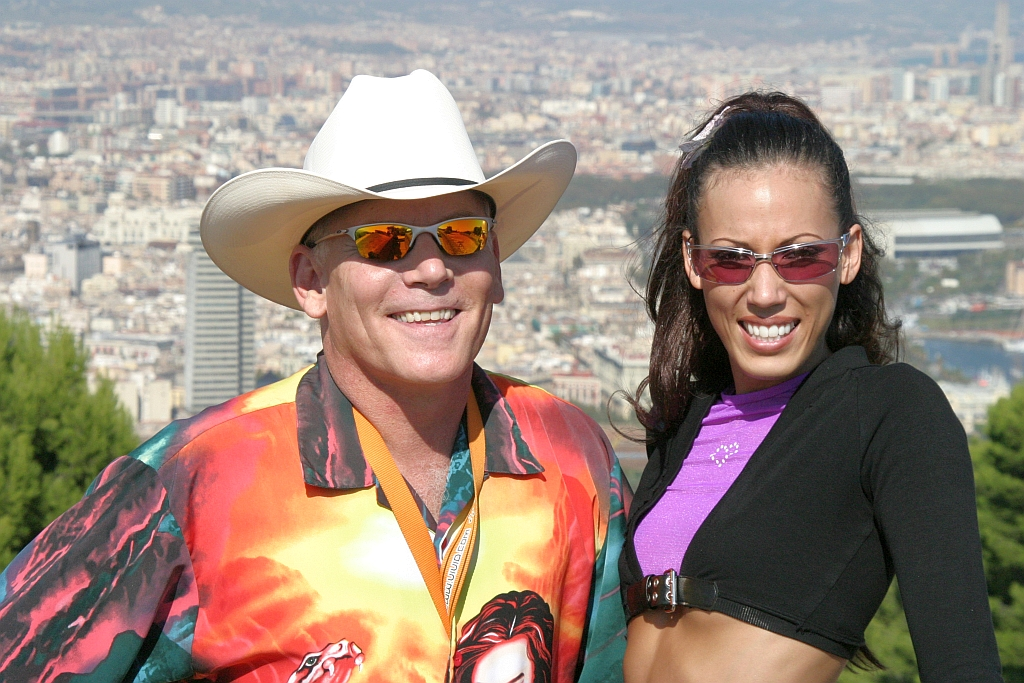
Max Hardcore a Layla Rivera

Max Hardcore (10. srpna 1956 Racine, Wisconsin – 27. března 2023 Los Angeles), vlastním jménem Paul F. Little, byl kontroverzní americký pornoherec a producent pornografických filmů.
Max Hardcore je jedním z mála pornoherců, kteří se proslavili až ve vyšším věku. Jeho filmy se vyznačují vysokou mírou obscénnosti, kterou v tomto ohledu převyšují naprostou většinu běžně dostupných pornografických filmů.
Za svůj život čelil několika žalobám za obscénnost a napodobování dětské pornografie (v jeho filmech vystupují pornoherečky starší osmnácti let, které však svou vizáží záměrně napodobují mladší dívky).
Max Hardcore natáčel i v České republice a jedna z pornografických scén se díky verbálnímu výkonu s ním vystupující české pornoherečky stala populární mezi částí uživatelů českého internetu.
Max Hardcore měl vztah s Laylou Rivera.

## Ocenění a nominace
- 2001: XRCO Award – Best Male-Female Scene (se Chloe)
- 2003: AVN Award – Best Anal Sex Scene (Video)
- 2003: FICEB Award – People's choice; best director
- 2004: AVN Award – Hall of Fame
- 2005: AVN Award Nominee – Most Outrageous Sex Scene (se Summer Luv)
- 2007: Erotixxx / Eroticline Award – Beste Gonzo Serie
- 2009: XRCO Award – Hall of Fame; Outlaws of Porn[4]